# 바이징
바이징(白靜, 1983년 6월 4일 ~ 2012년 2월 28일)은 중국의 여자 배우이다. 시버족 출신으로 중앙희극학원을 졸업하였다. 2012년 남편인 저우청하이에게 살해당하였다.

## 출연 작품
- 쿵푸영춘
- 화장
- 테일 오브 투 동키스
- 철인
- 삼국지 - 용의 부활
- 혈색상서
- 악몽